# Шульга Іван Панасович
Шульга Іван Панасович (22 січня 1924–29 вересня 1988) — заслужений працівник культури УРСР, перший директор музичної школи в селі Сигнаївка, незмінний керівник народного аматорського духового оркестру Сигнаївського сільського Будинку культури.

## З життєпису

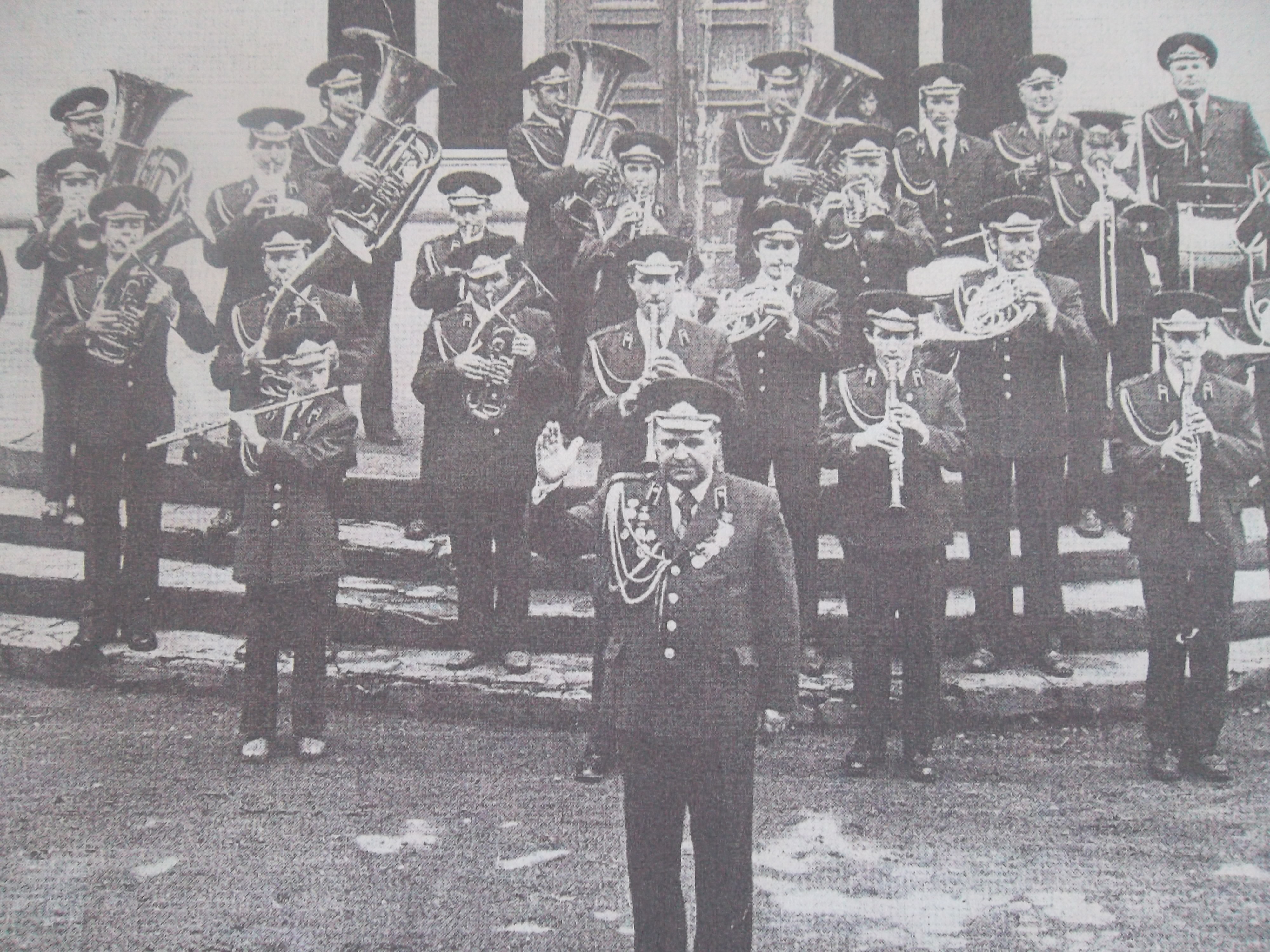
Сигнаївський духовий оркестр. Художній керівник І. П. Шульга

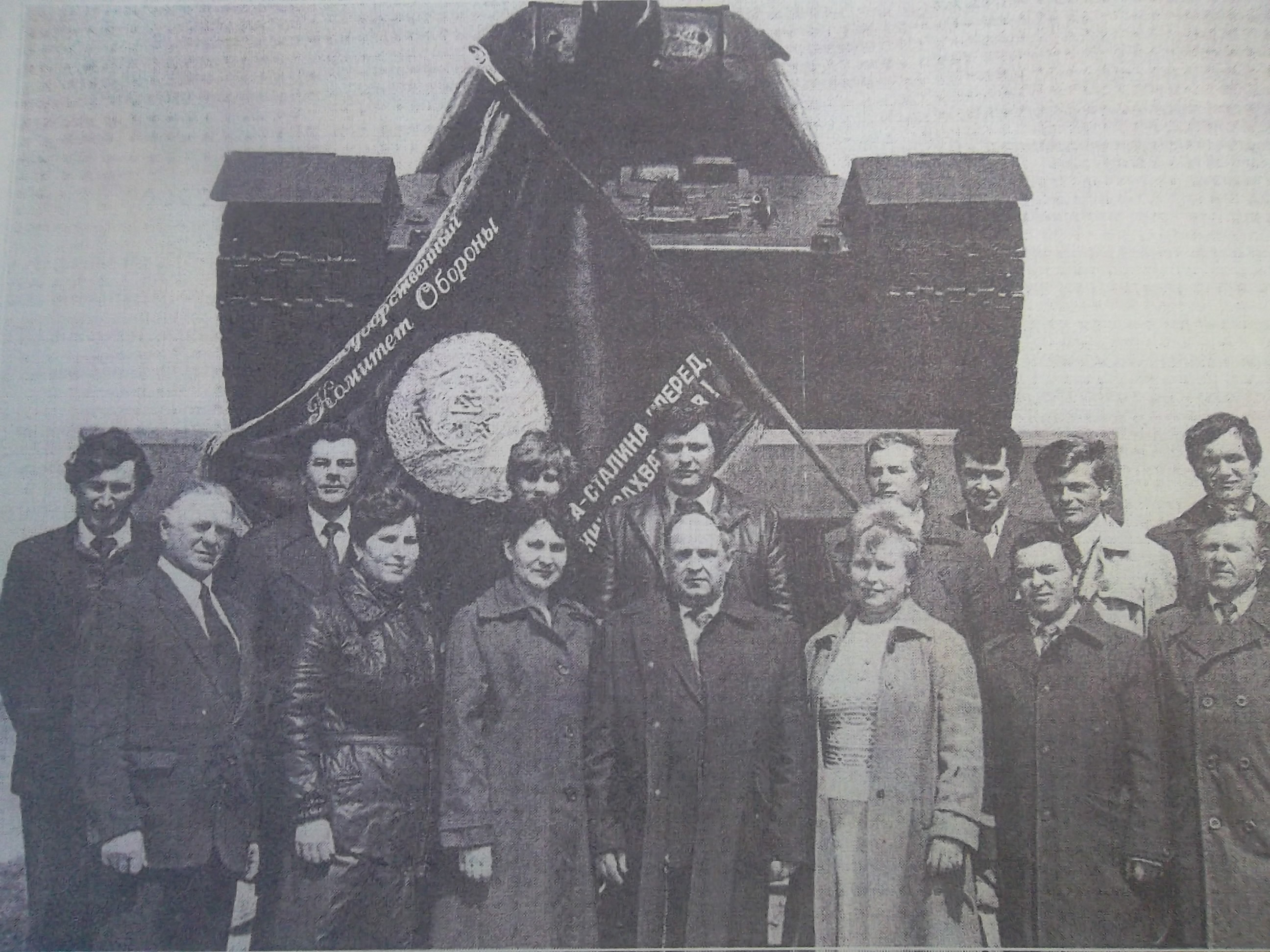
Колектив Сигнаївської дитячої музичної школи

Під його керівництвом оркестр неодноразово перемагав у різноманітних конкурсах і фестивалях.
У 1965 році за успіхи та високу виконавську майстерність постановою колегії Міністерства культури УРСР колективу було присвоєно почесне звання «самодіяльний народний».
У 1969 році оркестр став лауреатом Всесоюзного конкурсу самодіяльних колективів.
У 1970 році оркестр переміг на Республіканському фестивалі, присвяченому 100-річчю від дня народження В. І. Леніна.
У 1975—1977 роки колектив ствав лауреатом І-го Всесоюзного фестивалю самодіяльного мистецтва, отримавши «Золоту медаль» переможця.
У 1981 році оркестр був удостоєний найвищої оцінки та нагороджений почесним призом в телетурнірі «Сонячні кларнети».
У 1985 році колектив став лауреатом Всесоюзного фестивалю народної творчості, отримавши «Золоту медаль».
У 1987 році — чергова «Золота медаль» сільського оркестру, цього разу на ІІ-му Всесоюзного фестивалі народної творчості.